# Тангштедт (Піннеберг)
Тангштедт (нім. Tangstedt) — громада в Німеччині, розташована в землі Шлезвіг-Гольштейн. Входить до складу району Піннеберг. Складова частина об'єднання громад Піннау.
Площа — 12,52 км2. Населення становить 2267 ос. (станом на 31 грудня 2020).